# Dołno Cerowene
Dołno Cerowene (bułg. Долно Церовене) – wieś w Bułgarii, w obwodzie Montana, w gminie Jakimowo. Według danych szacunkowych Ujednoliconego Systemu Ewidencji Ludności oraz Usług Administracyjnych dla Ludności, 15 września 2023 roku miejscowość liczyła 833 mieszkańców.

## Osoby związane z miejscowością

### Urodzeni
- Petyr Nikołow (1937) – bułgarski polityk